# Минаев, Вячеслав Михайлович
Вячеслав Михайлович Минаев (род. 1 мая 1954) — журналист, редактор, военный историк, кандидат военных наук, доцент, полковник.

## Биография
Родился 1 мая 1954 года.
После окончания высшего военного училища служил на командных и штабных должностях в Прикарпатском и Забайкальском военных округах.
В 1986 году после окончания Военной академии бронетанковых войск являлся младшим, затем старшим научным сотрудником Центра оперативно-стратегических исследований Генерального штаба, редактором, заместителем главного редактора журнала «Военная мысль».
В 1994—1999 годы был главным редактором «Военно-исторического журнала».

## Награды
- Орден «За военные заслуги» (Россия)